# Eufemiusz (uzurpator)
Eufemiusz (IX w.) – bizantyński uzurpator na Sycylii w latach 826-827.

## Życiorys
Był bizantyńskim admirałem. W 826 na Sycylii przyjął tytuł cesarski. Poprosił o pomoc Arabów z Afryki. Ci dokonali inwazji na Sycylię w 827 roku. Eufemiusz został wkrótce zabity. 